# Кампіноський національний парк

Логотип Кампіноського національного парку

Кампіно́ський націона́льний парк (пол. Kampinoski Park Narodowy) — національний парк у Польщі.
Площа становить 385,44 км²; є другим за величиною в країні. Розташований на північний захід від Варшави, займаючи значну частину Кампіноської пущі.
Парк є місцем збереження природних угруповань, внутрішніх дюн, водно-болотних угідь і лісів, багатого тваринного світу, а також пам'ятників польської історії та культури. Лісові дюни парку Кампінос є одними з найцікавіших внутрішніх комплексів дюн в Європі. Це один з небагатьох національних парків у світі, що розташований у безпосередній близькості від столиці держави.

## Адміністративний поділ
Парк розташований у Мазовецькому воєводстві, на території 17 гмін.
Відповідно до вимог програми ЮНЕСКО «Людина і біосфера» заповідник має три зони: центральну, буферну та перехідну.
- Центральна зона включає в себе райони суворого захисту парку та прилеглих до них цінних природних територій. Його основна функція полягає в захисті природних ресурсів та природних процесів. Займає близько 15% парку.
- Буферна зона цілком лежить в межах парку. Вона складається з частково охоронюваних територій і ландшафтних заповідників. Ця зона служить для захисту від неналежного природного розвитку, урбанізації та промисловості, а також для реалізації різних форм захисту, наприклад, залісення.
- Перехідна зона охоплює всю буферну зону парку з фрагментами охоронюваних природних територій Варшави. Це зона великої природної цінності, що включає 8 заповідників.

## Географія

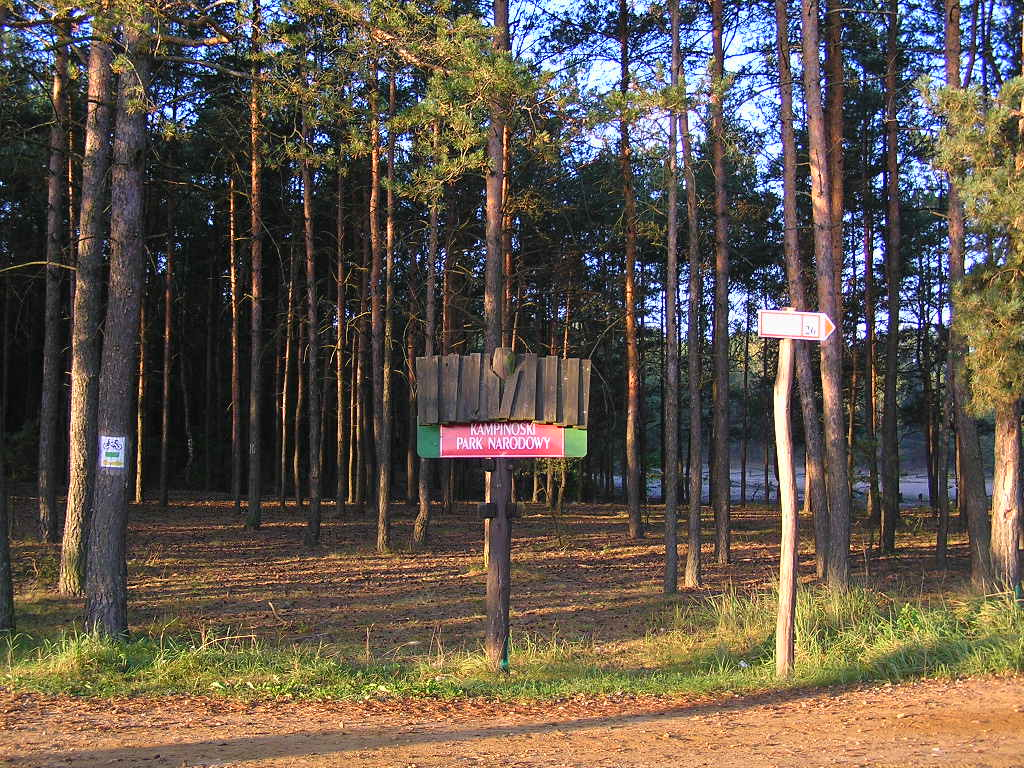
Вхід до парку

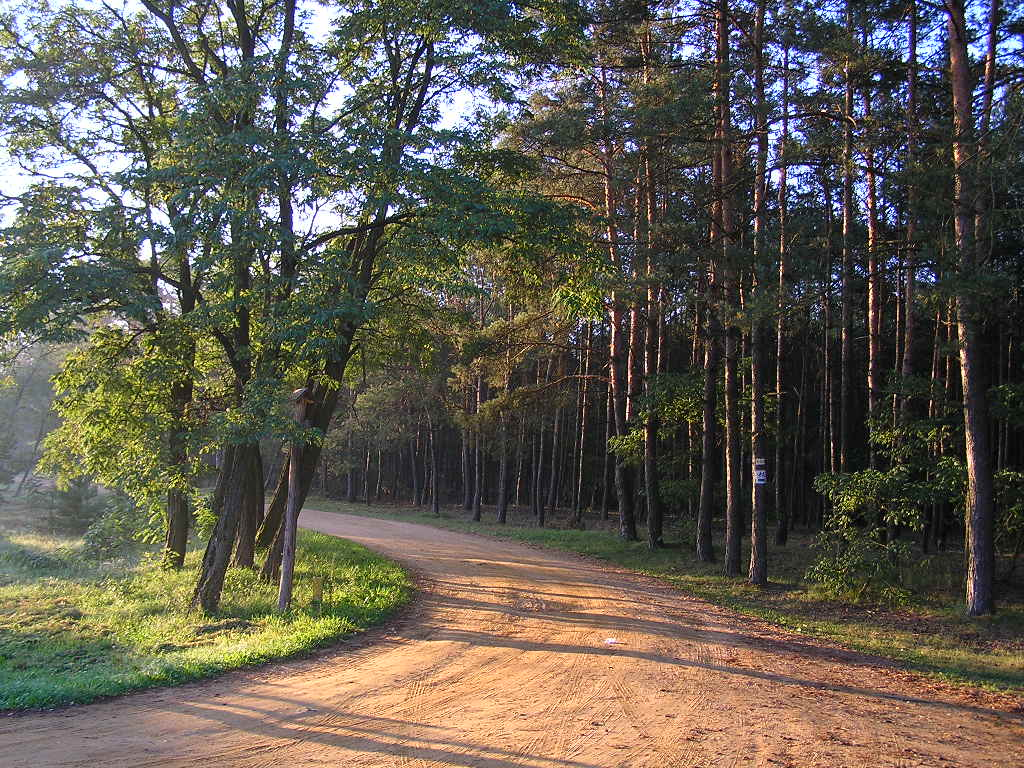
Кампіноський парк неподалік від села Пальміри

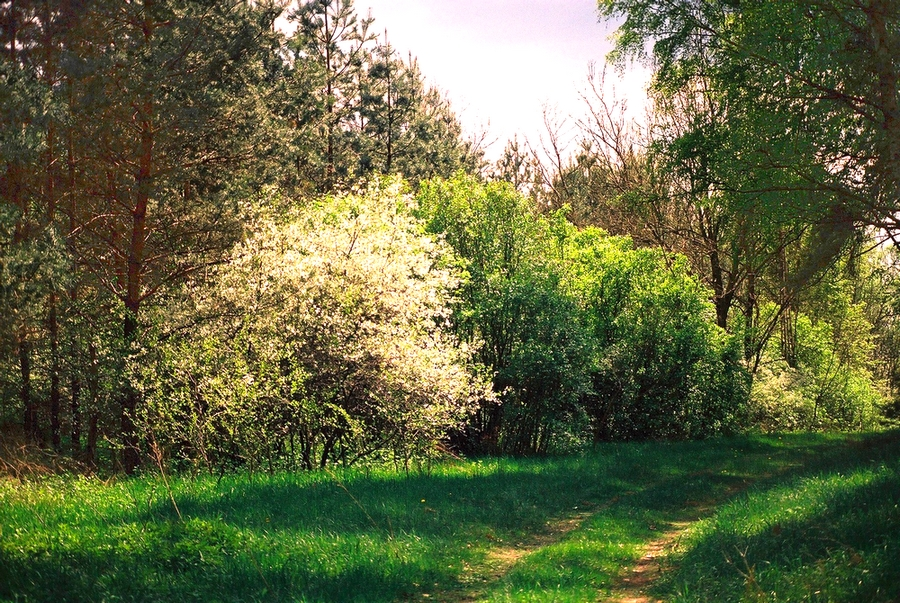
Кампіноський парк навесні

Парк являє собою площу лісових комплексів, розташованих в стародавній долині Вісли. Понад 70% (240 км²) парку вкрита лісами. Найхарактерніші особливості ландшафту — внутрішні дюни і великий комплекс водно-болотних угідь з різноманітною та багатою рослинністю. У Кампіноському національному парку поверхневі води займають невелику площу. Найважливішою річкою є Ласиця (правобережна притока Бзура), в басейні якої розташована значна частина буферної зони. Існують також невеликі озера і ставки, найбільшими з яких є Келпіньське і Дзекановське.

## Клімат
Парк зазнає вплив морського клімату, з переважанням континентального. Середньорічна температура становить близько 7,8 °C; середня річна кількість опадів — близько 530 мм. Через різноманітність рельєфу і ландшафту клімат парку не є рівномірним по всьому району. Клімат парку також відрізняється від сусідніх областей: прохолодні або теплі повітряні маси залишаються тут довше, ніж у Варшаві, частіше бувають безвітряні періоди. На клімат також впливають долина річки Вісли і близькість міської агломерації Варшави.

## Історія
Кампіноська пуща отримала свою назву від села Кампінос. Етимологію назви не повністю з'ясовано. Вперше згадується під цією назвою в 1489 році.
Найбільший вплив на територію нинішньої Кампіноської пущі завдало танення льодовика. У результаті зниження рівня води, відрізання гілки русла Вісли від основних річок, осадження органічних речовин і повільного висихання утворилися дюни і болота.
У пущі трапляються сліди людей кам'яної доби і німецької культури. Під час переселення народів тут проходили готи і гуни, поки сюди не прийшли слов'яни.
Пуща залишалася незайманою протягом тривалого часу. До XV століття пуща перебувала у власності князів Мазовії і служила місцем для полювання. Наприкінці XV століття включена до складу польського королівства, хоча на практиці земля була повернута у приватну оренду, тоді ж на околиці пущі почали формуватися перші поселення. У Кампіносі були мисливські угіддя польських королів — Яна III Собеського і Станіслава Августа Понятовського.
У XVI столітті почалася активна експлуатація та вирубка лісу для видобутку смоли і деревного вугілля, що досягла найбільших розмахів у XVIII столітті. На півночі пущі на землях, розташованих між кордоном пущі й Вісли, у XVIII столітті оселилися релігійні групи менонітів з Нідерландів, що проіснували до Другої світової війни.
У XIX столітті тут була штаб-квартира керівників січневого повстання.
Пуща постраждала в ході Першої світової війни у зв'язку з викоріненням дерев для створення траншей і військових дій. Після окупації Німеччиною в пущі будується промислова залізнична вузька колія для поліпшення заготівлі деревини.
Ідею створення парку було висунуто в 20-ті роки ХХ століття, чого виявилося важко досягти, адже більша частина пущі була тоді ще в руках поміщиків або під контролем армії. З цих причин до війни, в Кампіносі не вдалося створити національний парк, проте в 1936–1937 роках було створено кілька резерватів. Велика заслуга у створенні парку належить Роману і Ядвізі Кобендзам, які проводили в Кампіноській пущі в 30-ті роки великі флористичні, геоморфологічні та геологічні дослідження і докладали напружені зусилля по включенню захисту пущі як національного парку.
У ході бойових дій під час Другої світової війни лісові масиви значно скоротилися. У вересні 1939 р. в ході битви на Бзурі крізь пущу відступали залишки армій «Познань» і «Померанія». Позаяк пуща давала вихід до Варшави та Модліну, Кампінос стає ареною запеклої боротьби протягом двох тижнів. Сили Вермахту намагалися оточити відступаючі польські війська, однак полякам вдалося прорватися до Варшави ціною великих втрат. Окупація принесла кошмар голоду, терору і таємних страт. У безпосередній близькості від складів боєприпасів у Пальмірі, а також в інших частинах пущі в 1939-41 роках було вбито в цілому понад 2000 чоловік. У той же час протягом всієї війни в пущі велася партизанська війна. Апогеєм цієї війни стала «Кампіноська Республіка» — частина пущі, повністю контрольованої партизанами під час Варшавського повстання. Німці ліквідували її після придушення повстання. Пам'ять про війну залишилася на безлічі військових кладовищ.
Після другої світової війни почалося оновлення пущі. Кілька великих воєн і десятиліть необмеженої експлуатації з боку загарбників і окупантів погано позначилися на стані польських лісів, в тому числі однорідності. Деякі дюни виявилися настільки «лисими», що утворили величезну пустелю, звану «білими горами». Таким чином, після здобуття незалежності, збереження природної спадщини стало головним завданням.
З приходом комунізму і націоналізації приватної власності вдалося досягти нездійсненної до війни ідеї — створення національного парку. Кампіноський національний парк був створений 16 січня 1959 р., на той момент будучи найбільшим національним парком в Польщі. З 1975 р. діє державна програма перетворення приватної землі в парк, яка сьогодні вже реалізується на 75%. Історичним досягненням було успішне відновлення з 70-х років рідкісних видів: лося, рисі і бобра. З 2000 року, парк визнаний ЮНЕСКО всесвітнім біосферним заповідником «Кампіноська пуща» і європейським пташиним заповідником.

## Флора і фауна

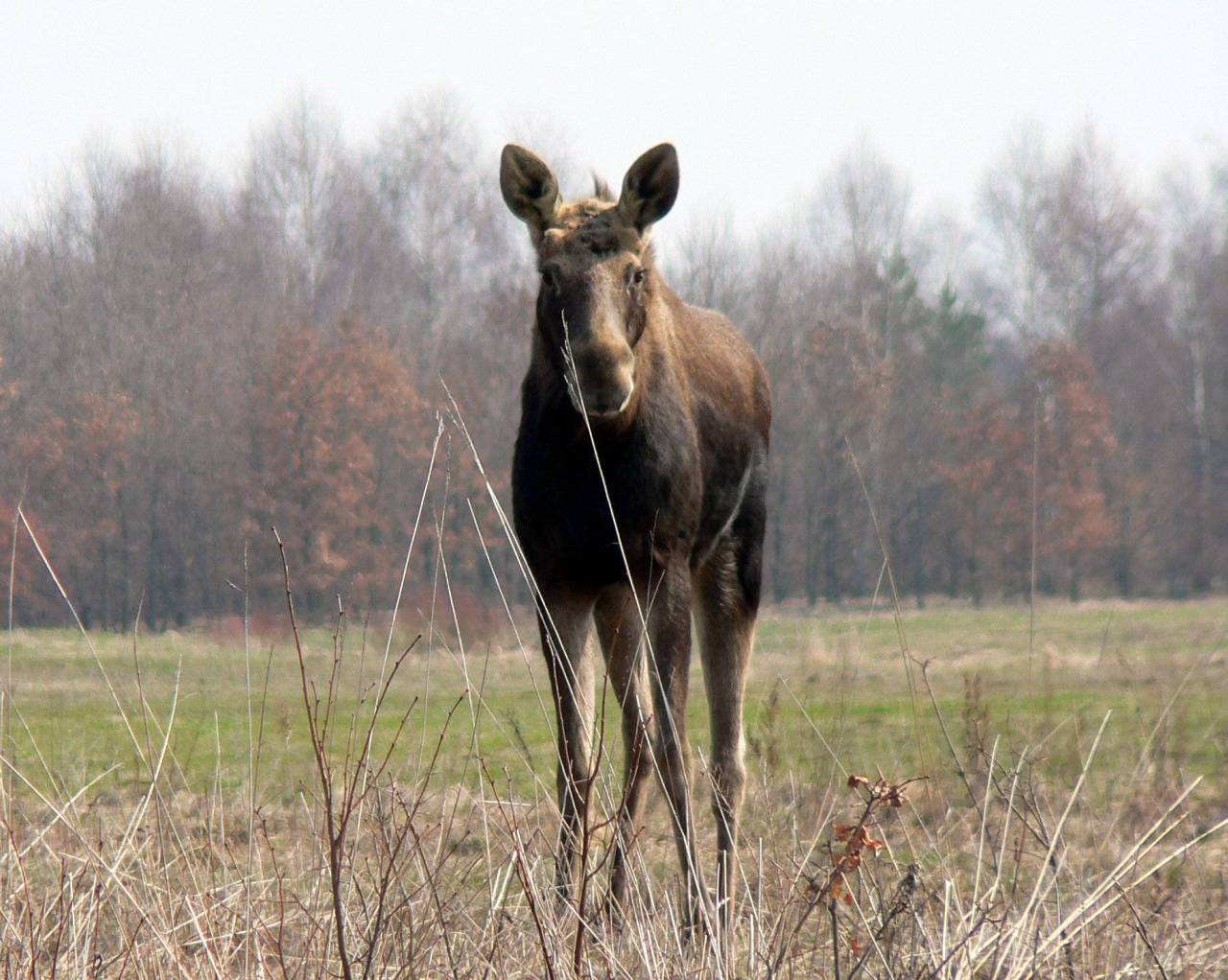
Лось у Кампіноському парку

На території парку є загалом 118 рослинних угруповань і росте понад 1500 видів рослин. Переважають соснові ліси. Листяні ліси ростуть переважно в болотистій місцевості. Проте, сосновий ліс поступово замінюється змішаним. Через систематичну і бездумну вирубку протягом сотень років 80% лісу складається з дерев з віком не старше століття, проте деякі дерева мають вік понад 200 років і досягають значної висоти. Зростанню дерев сприяє багатий мінеральними компонентами ґрунт. Флора Кампіноського парку включає безліч елементів різного походження з віддалених географічних регіонів, а поєднання морського і континентального клімату завдає величезний вплив на різноманітність флори.
Найменш вивченим є царство грибів. 125 видів рослин перебуває під суворою охороною, 44 — під частковою.
Парк, у зв'язку з його конкретним змішанням середовищ з дуже різними умовами, створює сприятливі умови для життя багатьох видів тварин, у тому числі є цінним місцем гніздування для птахів і важливим місцем на шляху їх міграцій. У парку зареєстровано 3000 видів тварин, що становить половину всієї польської фауни (особливо рептилії, амфібії і ссавці), однак припускається, що в парку мешкає набагато більша кількість видів. Живуть лось, сарна, олень, рись, вепр, бобер, а також лисиці, борсуки, зайці, куниці, ласки. Лось є своєрідною офіційної торговою маркою лісу. Гніздяться сірий журавель, чорний лелека, змієїд, сіра чапля, орлан-білохвіст, деркач, бугай та ін. Найменше відомо про фауну безхребетних, які також є найчисленнішою групою. 220 видів тварин суворо охороняються.
У парку проводиться реінтродукція тварин і рослин, що мешкали раніше в цьому районі і вимерли в результаті діяльності людини.

## Туризм

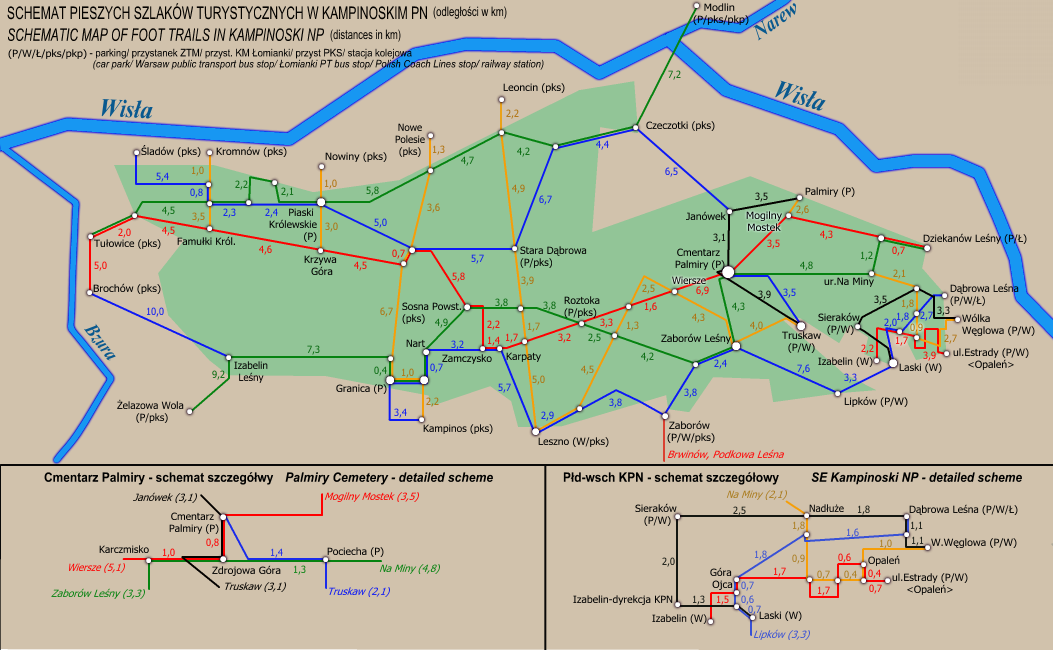
Пішоходні маршрути в КНП

Кампіноський національний парк відвідують протягом року близько 1 млн туристів. У їх розпорядженні близько 360 км позначених туристичних стежок, що придатні для пішого та велосипедного руху. Є 12 місць розваг і 21 автостоянка. Є 6 місць, де дозволено розведення відкритого вогню. Масові заходи, використання парку для освітніх цілей, наукової та культурної творчості, діяльність виробництва і торгівлі, що не позначається негативно на природі, можливі з письмового дозволу дирекції парку. Є і лижний туризм, сезон якого досить короткий, адже приміські зими не дуже сніжні. Верховий туризм заборонений, крім випадків, коли ви отримуєте одноразовий пропуск директора парку, через руйнування лісових доріг копитами коней. До парку можна дістатися на міському транспорті. Багато доріг парку закриті для проїзду автомашин і мотоциклів, рух транспортних засобів дозволяється тільки на дорогах загального користування, що проходять через парк.

## Культурна спадщина
На території парку та його охоронної зони розташовані 39 історичних будівель і 1863 історичних об'єкти. Безліч місць національної пам'яті, пам'ятників загиблих і вбитих під час Другої світової війни, жертв нацистської окупації, військових кладовищ.
- Пальмірське кладовище — місце національної пам'яті, де поховані жертви масових екзекуцій, розстріляних німецькими окупаційними властями.
- Музей лісового зодчества — музей просто неба в селі Кордон.

## Наукова діяльність
Кампіноський національний парк виконує також функції значного наукового і освітнього центру, що дозволяє тисячам науковців, студентів, учнів та інших зацікавлених сторін досліджувати таємниці пущі. У парку працюють бібліотека, конференц-центр і музеї, видаються книги, брошури та періодичні видання, присвячені пущі. Хоча в парку проводиться щороку близько 50-60 досліджень, багато питань все ще чекають рішення. Кампіноський національний парк протягом багатьох років здійснює широке співробітництво з багатьма вітчизняними університетами, в тому числі Варшавською головною школою сільського господарства, Вищою школою екології та управління, Католицьким університетом Любліна, Варшавським університетом, Лодзьким університетом та Академією фізичної культури. Важливу роль у діагностиці природних явищ, що відбуваються в парку, також відіграють дослідження і співпраця з іноземними установами, такими як ЮНЕСКО (програма «Людина і Біосфера»), Міжнародним союзом охорони природи, EUROPARC.

## Цікаві факти
- Так як парк розташований в безпосередній близькості від столиці, він є своєрідними «зеленими легенями Варшави».
- У 1903 році на північній околиці пущі, в селі Леончин, народився письменник, майбутній лауреат Нобелівської премії Ісаак Башевіс Зінгер.
- Кампіноській пущі присвячено переробку «Мазурки Домбровського»[4], складену напередодні польського січневого повстання молоддю, що ховалася від призову в царську армію в Кампіноській пущі. Оголошення призову поляків до російської армії наблизило повстання.